# Pinheiro
Pinheiro é o nome comum das árvores pertencentes à divisão Pinophyta, tradicionalmente incluída no grupo das gimnospérmicas. Este artigo se refere apenas às plantas do género Pinus, da família Pinaceae.
São nativos, na sua maioria, do Hemisfério Norte. Na América do Norte, com diversidade mais alta no México e na Califórnia. Na Eurásia, eles ocorrem desde Portugal e leste da Escócia até ao extremo oriental da Rússia, Japão, norte de África, o Himalaia com uma espécie formando a floresta de coníferas subtropical, o (pinheiro-de-sumatra) que já cruzou o Equador em Samatra, na Indonésia. Os pinheiros são também plantados extensivamente em muitas partes do Hemisfério Sul.
No Brasil também são chamados pinheiros, espécies que na verdade não fazem parte da família Pinaceae, como a Araucária (Araucaria angustifolia), mais conhecida como pinheiro-do-paraná. Este pertence a família Araucariaceae, que é pequena e nativa apenas do hemisfério sul. Abrange dois gêneros somente: o Agathis, (natural da Austrália) e o Araucaria que aparece no Chile, Argentina e sul-sudeste do Brasil, em regiões de altitude elevada, ou seja, acima de 500 m.
Os pinheiros são plantas perenes e também produzem resinosos. A casca da maioria dos pinheiros é grossa e escamosa. Os brotos são produzidos em inflorescências regulares, que de fato são uma espiral muito apertada aparentando um anel de brotos que surgem do mesmo ponto. Muitos pinheiros são uninodal, produzindo apenas um verticilo de brotos por ano, (de rebentos no início da época de floração), mas outros são multinodal, produzindo dois ou mais verticilos de ramos por ano. Na primavera os brotos são denominados "velas" porque de cor mais clara, apontam para cima e depois escurecem e arrepiam. Estas "velas" servem para avaliar o estado nutricional das plantas.
Os pinheiros têm quatro tipos de folhas. As mudanças começam com (1) um verticilo de 4-20 folhas de sementes (cotiledôneas), seguida imediatamente de (2) folhas juvenis em plantas jovens, com 2–6 cm de comprimento, simples, verdes ou verdes azuladas, arranjadas em espiral no broto. Estes são substituídos depois de seis meses a cinco anos por (3) folhas protetoras, similares a balanças, pequenas, pardas e não-fotossintéticas, arranjadas como as folhas juvenis; e (4) as folhas adultas ou agulhas, verdes, (fotossintéticas), enfeixadas em grupos (fascículos) de (1-) 2-5 (-6) agulhas, cada fascículo é produzido a partir de um pequeno rebento de um ramo lateral no eixo de uma folha protetora. Estes rebentos protetores permanecem muitas vezes nos fascículos como proteção básica. As agulhas persistem durante 18 meses a 40 anos, dependendo das espécies. Se um broto ficar danificado (se for comido por um animal, por exemplo), os fascículos de agulhas imediatamente abaixo do danificado irão gerar um rebento que poderá então substituir o anterior.

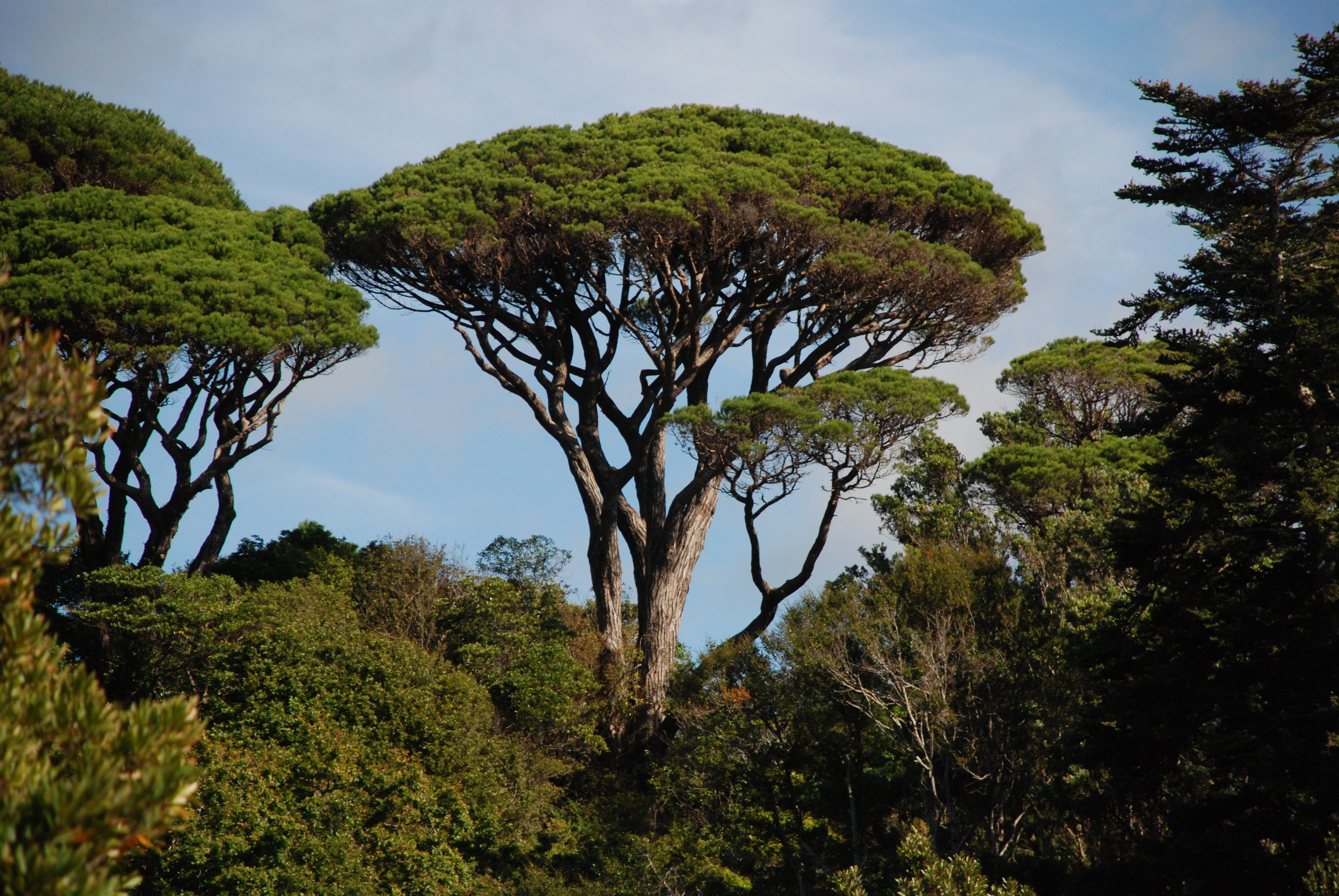
Pinus pinea

Os pinheiros são monoicos, ocorrendo cones masculinos e femininos na mesma árvore. Os cones machos são pequenos, com 1 a 5 cm de comprimento, e apenas presentes num curto período (usualmente na primavera ou no outono para outros poucos pinheiros), caindo assim que seu pólen se disperse. Os cones femininos levam de 1,5 a 3 anos (dependendo da  espécie) para amadurecer e, depois da polinização, a fertilização pode demorar mais um ano. Na sua maturidade os cones femininos têm de 3 a 60 cm de comprimento. Cada cone tem numerosas folhas protetoras arranjadas em espiral, contendo cada uma duas sementes férteis. As folhas protetoras mais próximas à base do cone são pequenas e estéreis, sem sementes. A maioria das sementes é pequena e alada para serem dispersadas pelo vento (anemófilia), mas algumas são maiores e possuem apenas uma asa vestigial sendo então dispersadas pelos pássaros (ver abaixo). A maturidade do cone é usualmente alcançada quando ele se abre liberando as sementes, mas nas espécies semeadas por pássaros (a espécie Pinus albicaulis), será necessário que o pássaro quebre o receptáculo do cone para abri-lo. Em outras, que dependem de incêndios florestais, uma grande quantidade de cones depositada ao longo dos anos é aberta pelo fogo no mesmo incêndio que destrói a árvore-mãe, e assim repovoa a floresta.
Os pinheiros se desenvolvem bem em solo ácido e alguns também em solo calcário; a grande maioria requer um solo bem drenado, ou seja, prefere solos mais arenosos, mas uns poucos, como por exemplo o Lodgepole Pine (Pinus contorta), são tolerantes à reduzida drenagem e a encharcamento do solo. Alguns poucos estão aptos a rebrotarem após incêndios florestais, como por exemplo o pinheiro-das-canárias (Pinus canariensis), e outros, como por exemplo o Pinus muricata, necessitam do fogo para regenerar e suas populações, que declinam vagarosamente em regime de supressão de incêndios. Várias espécies estão adaptadas às condições climáticas extremas impostas pelas elevadas latitudes, por exemplo o pinheiro-anão-siberiano, o pinheiro-da-montanha, ou o pinheiro-de-casca-branca.

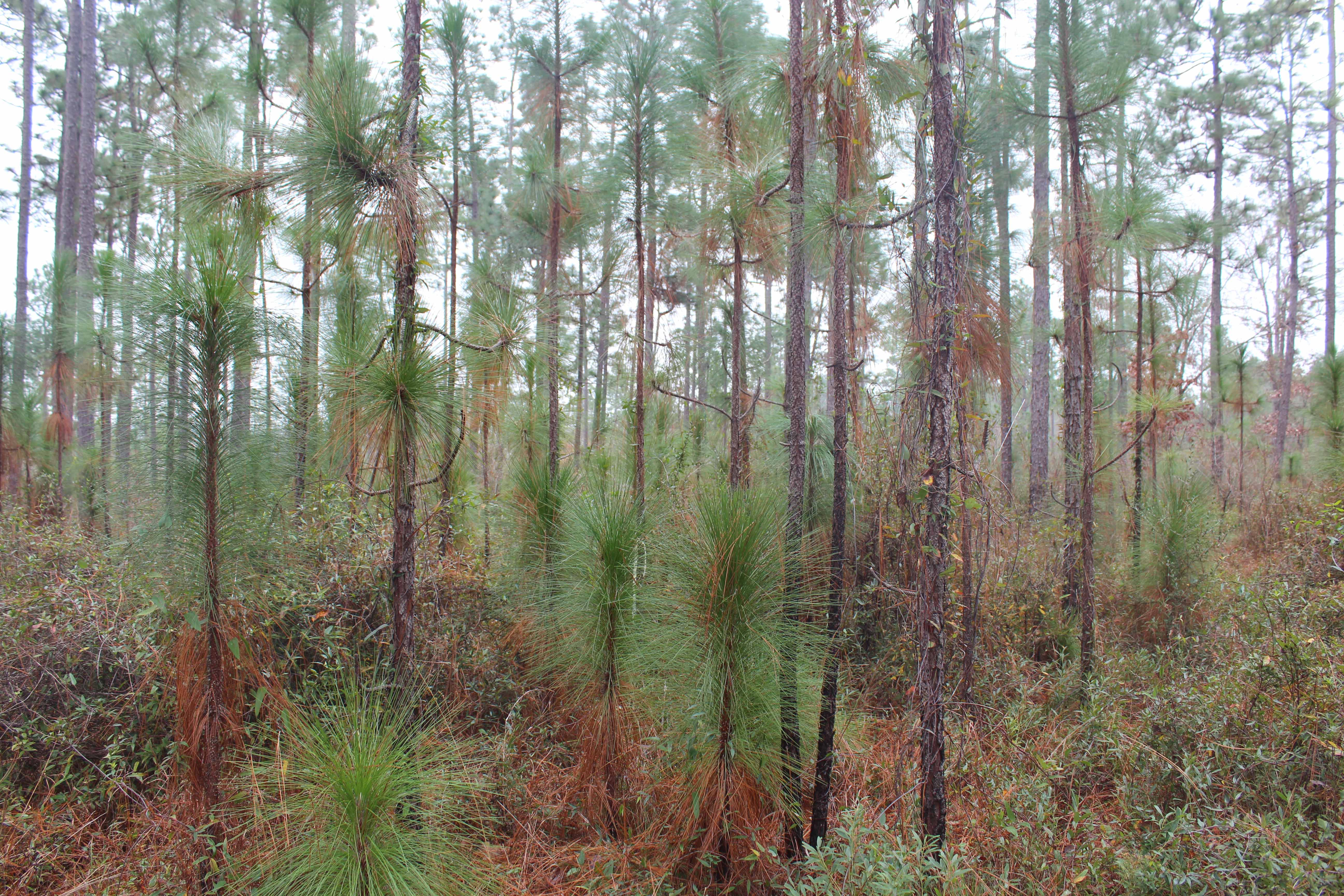
Plantação comercial do pinheiro Pinus palustris

As sementes são comummente espalhadas por pássaros e esquilos. Alguns pássaros, nomeadamente as espécies Nucifraga caryocatactes, Nucifraga columbiana e Gymnorhinus cyanocephalus, são importantes na distribuição de sementes de pinheiro em novas áreas onde eles possam crescer.

## Uso

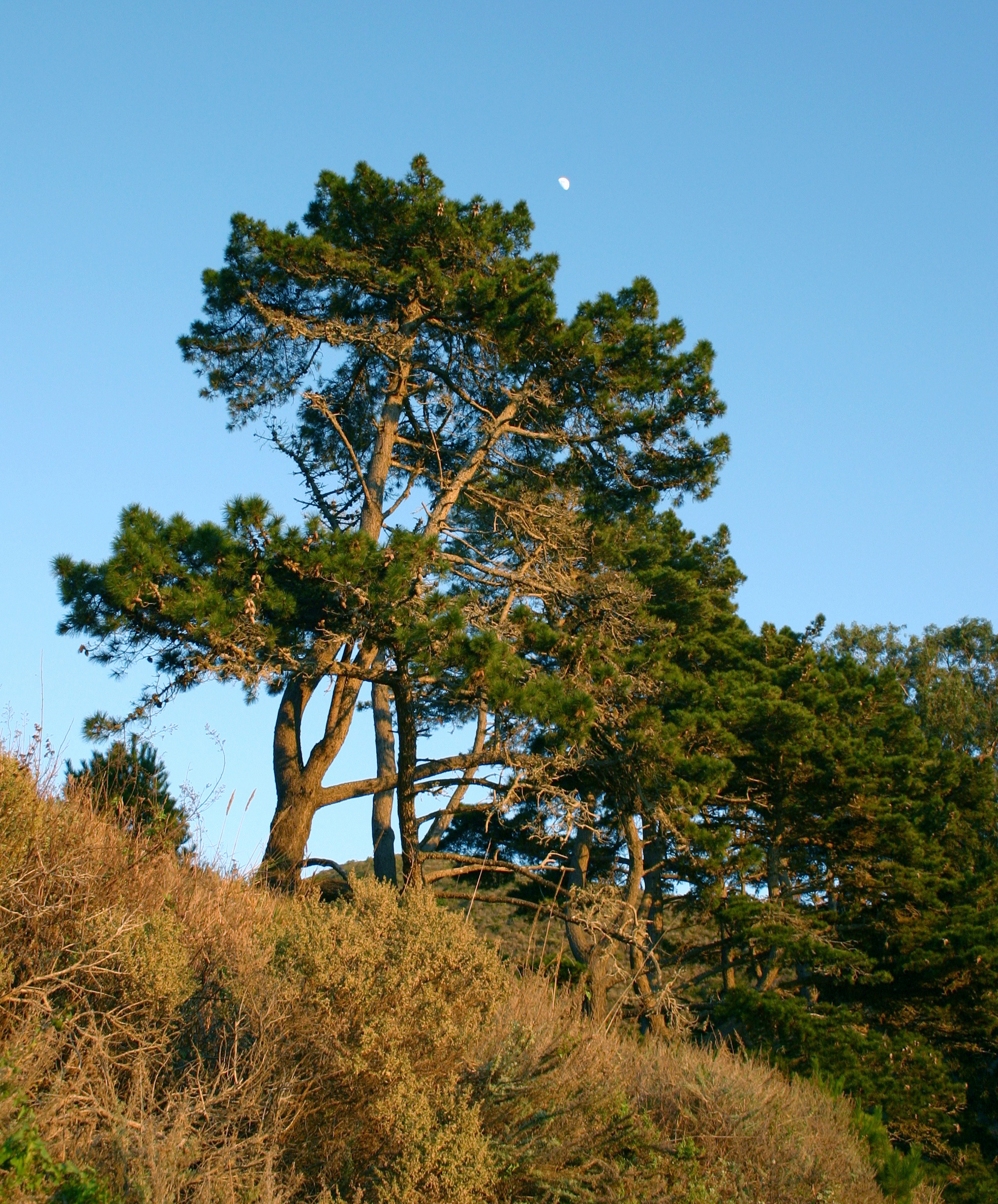
Pinus radiata

O pinheiro é a espécie comercialmente mais importante para a produção de madeira nas regiões de clima temperado e tropicais do planeta. Muitos deles são utilizados como matéria-prima para a produção da celulose, que é empregada na produção de papel. Isso porque o pinheiro é uma madeira leve, que possui um rápido crescimento. Além disso ele também pode ser plantado com uma grande densidade populacional e a queda de suas folhas (acículas) produz um efeito alelópatico em plantas de outras espécies ou seja as folhas inibem o crescimento de outras plantas (denominadas de plantas daninhas nas florestas plantadas), o que provoca uma redução na competição por água, luz e nutrientes nas florestas de pinheiros. Um exemplo típico é o da espécie Pinus radiata.
A resina de algumas espécies é importante fonte de breu do qual se extrai terebintina e outros óleos essenciais. Algumas espécies têm sementes comestíveis que se podem cozinhar ou assar. Algumas espécies são usadas como árvores de natal e suas pinhas e ramos são largamente usados em decorações natalícias. Muitos pinheiros são também usados como plantas ornamentais em parques e jardins. Uma grande quantidade de espécies anãs é cultivada para plantio em jardins residenciais. Também existe uma longa tradição oriental, especialmente na China e no Japão, e bem  difundida entre as culturas ocidentais modernas, do cultivo de miniaturas artísticas das mais diversas espécies de pinheiros, os bonsai, um termo emprestado do idioma japonês.
Os pinhais plantados sempre sofrem acentuado risco de incêndio por causa da camada de acículas secas que se acumulam no solo e porque a árvore possui grande quantidade de resina a ponto de seu material ser explosivo em determinadas condições.

## Ligação com o Natal
O pinheiro é usado como símbolo do Natal.

## Origem do nome

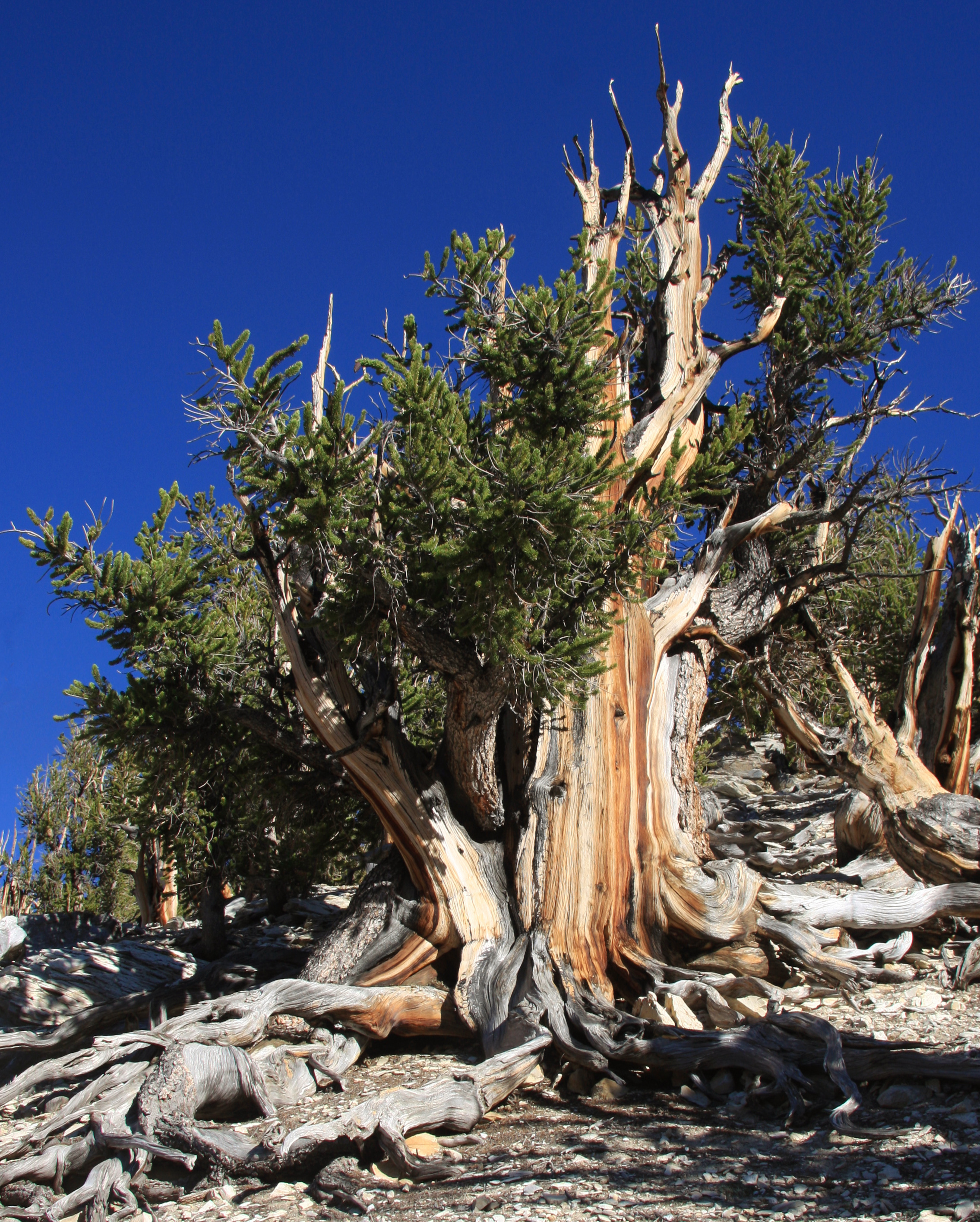
Pinus longaeva

Em português - do latim pinariu ou pinu; no inglês pine tem a mesma origem pelo francês pin. No passado (antes do século XIX) eram muitas vezes conhecidos por fir, do nórdico antigo fyrre, através do inglês da Idade Média firre. O nome em nórdico antigo ainda é utilizado para os pinheiros em algumas línguas da Europa: em dinamarquês, fyr, em norueguês, furu, e Föhre em alguns locais da Alemanha, mas no inglês moderno, "fir" é restringido ao Abies e à Pseudotsuga. Outros nomes europeus incluem o termo alemão Kiefer (o nome mais vulgar na Alemanha), o sueco tall, o neerlandês den, o finlandês mänty, o russo sosna, o búlgaro e o servo-croata bor, e o grego pitys.

## Lista de espécies de pinheiro por região
Europa e região do Mediterrâneo (algumas com extensão à Ásia)
- Pinus brutia
- Pinheiro-das-canárias - Pinus canariensis
- Pinus cembra
- Pinheiro-do-alepo - Pinus halepensis
- Pinus heldreichii
- Pinheiro-das-montanhas - Pinus mugo
- Pinheiro-larício - Pinus nigra
- Pinheiro-da-macedónia - Pinus peuce
- Pinheiro-bravo - Pinus pinaster
- Pinheiro-manso - Pinus pinea
- Pinheiro-de-casquinha - Pinus sylvestris

Ásia
- Pinus amamiana
- Pinus armandii
- Pinus bhutanica
- Pinheiro-de-Bunge - Pinus bungeana
- Pinus dalatensis
- Pinus densata
- Pinheiro-vermelho-japonês - Pinus densiflora
- Pinus eremitana
- Pinus fenzeliana
- Pinus fragilissima
- Pinus gerardiana
- Pinus henryi
- Pinus hwangshanensis
- Pinus kesiya
- Pinheiro-coreano - Pinus koraiensis
- Pinus krempfii
- Pinus latteri
- Pinus luchuensis
- Pinus massoniana
- Pinheiro-de-Sumatra - Pinus merkusii
- Pinus morrisonicola
- Pinus orthophylla
- Pinheiro-branco-japonês - Pinus parviflora
- Pinheiro-anão-siberiano - Pinus pumila
- Pinus roxburghii
- Pinheiro-siberiano - Pinus sibirica
- Pinheiro-Qiaojia - Pinus squamata
- Pinus tabuliformis
- Pinheiro-vermelho-taiuanês
- Pinus thunbergii
- Pinus uyematsui
- Pinheiro-do-Butão - Pinus wallichiana
- Pinus wangii
- Pinheiro-de-Iunã - Pinus yunnanensis

Canadá e Estados Unidos (com exceção das áreas adjacentes à fronteira com o México)
- Pinheiro-de-casca-branca - Pinus albicaulis
- Pinus aristata
- Pinus attenuata
- Pinus balfouriana
- Pinus banksiana
- Pinheiro-da-areia - Pinus clausa
- Pinus contorta
- Pinheiro-de-Coulter - Pinus coulteri
- Pinheiro-de-folha-curta - Pinus echinata
- Pinheiro-do-colorado - Pinus edulis
- Pinheiro-americano - Pinus elliottii
- Pinus flexilis
- Pinus glabra
- Pinheiro-de-Jeffrey - Pinus jeffreyi
- Pinheiro-de-açucar - Pinus lambertiana
- Pinheiro-da-califórnia - Pinus longaeva
- Pinheiro-de-folha-única  - Pinus monophylla[2]
- Pinus monticola
- Pinheiro-bispo - Pinus muricata
- Pinheiro-de-folha-longa - Pinus palustris
- Pinheiro-pesado - Pinus ponderosa[3]
- Pinus pungens
- Pinheiro-de-monterrey - Pinus radiata
- Pinus reflexa
- Pinus remota
- Pinheiro-vermelho-americano - Pinus resinosa
- Pinus rigida
- Pinheiro-cinza - Pinus sabineana
- Pinus serotina
- Pinheiro-branco-americano - Pinus strobus
- Pinheiro-amarelo - Pinus taeda
- Pinheiro-de-Torrey - Pinus torreyana
- Pinheiro-da-virgínia - Pinus virginiana

Sul do Arizona e Novo México, México, América Central e Caraíbas
- Pinus apulcensis
- Pinheiro-do-arizona - Pinus arizonica
- Pinus ayacahuite
- Pinus caribaea
- Pinheiro-mexicano - Pinus cembroides
- Pinus chiapensis
- Pinus cooperi
- Pinheiro-cubano - Pinus cubensis
- Pinus culminicola
- Pinus devoniana
- Pinheiro-de-durango - Pinus durangensis
- Pinus engelmannii
- Pinus estevezii
- Pinus gordoniana
- Pinus greggii
- Pinus hartwegii
- Pinus herrerae
- Pinus hondurensis
- Pinheiro-de-jalisco - Pinus jaliscana
- Pinus johannis
- Pinus lawsonii
- Pinus leiophylla
- Pinus lumholtzii
- Pinheiro-de-Martínez - Pinus maximartinezii
- Pinus maximinoi
- Pinheiro-de-Montezuma - Pinus montezumae
- Pinheiro-de-Nelson - Pinus nelsonii
- Pinus occidentalis
- Pinus oocarpa
- Pinheiro-amarelo-mexicano - Pinus patula[4]
- Pinus orizabensis
- Pinus pinceana
- Pinus praetermissa
- Pinus pringlei
- Pinus pseudostrobus
- Pinheiro-Parry - Pinus quadrifolia
- Pinus rzedowskii
- Pinheiro-branco-de-chihuahua - Pinus strobiformis
- Pinus tecunumanii
- Pinus teocote
- Pinus tropicalis

## Classificação do gênero
| Sistema | Classificação                      | Referência               |
| ------- | ---------------------------------- | ------------------------ |
| Linné   | Classe Monoecia, ordem Monadelphia | Species plantarum (1753) |